# Jean-Paul Cauchi
Pour les articles homonymes, voir Cauchi.
Jean-Paul Cauchi, parfois orthographié Cauchy, né  le 7 septembre 1921 à Mulhouse (Haut-Rhin) et mort le 18 avril 1945 entre Bockwitz et Raitzen (Allemagne) est un résistant français, fondateur et chef du réseau Combat Étudiant.

## Biographie
En 1940, à Mulhouse,  Jean-Paul Cauchi participe à un chahut de lycéens, il est condamné à laver toute une nuit la vaisselle de la Gestapo. Sa famille est expulsée d'Alsace le 15 octobre 1940 et quitte donc Mulhouse. Ses parents et son jeune frère se réfugient à Avignon. Lui rejoint Clermont-Ferrand. Il a passé la première partie du bac à Mulhouse, la seconde en Auvergne. 

### Université de Strasbourg à Clermont-Ferrand
À la suite de la déclaration de guerre de 1939, Strasbourg est déclarée zone militaire par l'État-Major français. Les habitants de la bande rhénane et des habitants de la Moselle, soit près de 700 000 personnes, doivent quitter leurs domiciles dans les premiers jours de septembre et sont principalement déplacés vers le Sud-Ouest, la Haute-Vienne et l'Auvergne. Strasbourg est concerné par cette évacuation de masse. L'administration de l'université de Strasbourg est repliée à Clermont-Ferrand, où s'installent également étudiants, professeurs et personnels administratifs. 
Après l'armistice du 22 juin 1940, l'Alsace est immédiatement annexée de fait au IIIe Reich. Il n'y a plus d'université en Alsace. Les jeunes qui restent en Alsace doivent aller étudier à Fribourg, Tübingen ou Heidelberg. C'est dans ce contexte qu'est inaugurée la Reichsuniversität Straßburg le 23 novembre 1941. La plupart des  professeurs, administratifs et étudiants ne souhaitent pas rejoindre l'université allemande. C'est le cas de Jean-Paul Cauchi, alors étudiant en histoire.

### Son action dans la résistance
Au cours de l'été 1940, Jean-Paul Cauchi participe avec d'autres étudiants et professeurs à la construction d'une maison sur le plateau de Gergovie, qui accueille la communauté des « Gergoviotes ». C'est un groupe d'étudiants réuni sous la houlette des professeurs Jean Lassus et Jean-Jacques Hatt avec des subsides du gouverneur militaire de Clermont, le général de Lattre de Tassigny. De nombreux résistants de l'université de Strasbourg sont issus de ce groupe.
En 1941, naissent au sein de l'université les premiers mouvements de Résistance, mêlant étudiants et professeurs venant de Strasbourg et de Clermont-Ferrand. Trois grands réseaux nationaux sont présents à Clermont-Ferrand : Libération-Sud avec Jean Cavaillès, Franc-Tireur avec Marc Gerschel et Combat avec le professeur Alfred Coste-Floret. Ce dernier demande à Jean-Paul Cauchi de créer un groupe de résistants parmi les étudiants, qui serait lié au réseau Combat.
Jean-Paul Cauchi fonde le mouvement Combat Étudiant, dont l'organisation est plus ou moins calquée sur celle du réseau Combat. Il se fait assister de deux adjoints, Samy Stourdzé qui dirige la section « Action » et Jacques Feuerstein qui dirige la section « Propagande ». Dans un premier temps, le groupe brise les vitrines des commerçants « collabos  » et de la LVF puis il réalise un certain nombre d’attentats à l'explosif contre les locaux d’organisations collaborationnistes. Il réussit à entrer dans la direction de l’un des mouvements vichystes, la Jeunesse de France et d’Outre-Mer où il sème le trouble. 
À partir de janvier 1942, ce réseau est le seul à subsister à Clermont-Ferrand, après le départ de Jean Cavaillès et de Marc Gerschel. Il rejoindra ensuite les Mouvements unis de la Résistance en 1942, à la suite de l'occupation militaire de la zone libre par les Allemands. Jean-Paul Cauchi conserve alors la responsabilité du mouvement étudiant de l'Université de Strasbourg.
En 1943, Jean-Paul Cauchi entre en contact avec le réseau Mithridate, qui le recrute et pour lequel il est chargé de monter une antenne, tâche qu'il accomplira avec succès. Quelques mois plus tard, il rejoint également le réseau Navarre.
En janvier 1943, Jean-Paul Cauchi perd l'un de ses deux adjoints, Samy Stourdzé, arrêté et déporté alors qu'il tentait de rejoindre l'Angleterre en passant par l'Espagne. Il le remplace par Georges Mathieu, qui prend rapidement les responsabilités que Jean-Paul Cauchi, souvent en déplacement, ne peut assurer. En particulier, il doit superviser les activités des divers groupes de résistants et l'antenne de Mithridate.

### Arrestation et déportation
Le 23 octobre 1943, Georges Mathieu est arrêté. Il participera activement à la rafle du 25 novembre 1943, un mois plus tard, à la suite de laquelle seront déportés 110 étudiants et enseignants, et deviendra le chef du Sonderkommando de Clermont-Ferrand.
Recherché par les Allemands, Jean-Paul Cauchi quitte Clermont-Ferrand mi-octobre 1943. Il est arrêté le 4 avril 1944 à Paris à la station de métro Odéon et déporté à Buchenwald le 17 août 1944. Il sera abattu par les Allemands le 18 avril 1945, lors du transfert du camp de Buchenwald, à l'arrivée des troupes américaines.

## Décorations
Il est reconnu « Mort pour la France ».
- Chevalier de la Légion d'honneur à titre posthume le 25 mars 1957[12] ;
- Croix de guerre 1939–1945 ;
- Médaille de la Résistance française à titre postume, décret du 11 mars 1947[13] ;
- Citation à l'ordre du réseau Mithridate [9]:

« Belle figure de patriote français. Alsacien d'origine animé d'une foi inébranlable en la victoire finale, déserteur de l'armée allemande, il vient en zone sud organiser dès 1941 la résistance à l'ennemi. Pionnier de la lutte clandestine, connu de tous, il s'engagea dans le réseau de renseignements, auquel il consacra toute sa jeune ardeur. Se riant du danger, bravant l'ennemi partout où il pouvait l'atteindre, il fut arrêté au cours d'une mission. Identifié, il fut odieusement torturé mais son attitude fermement décidée lui valut la vie sauve. Déporté en Allemagne, il conserva un moral admirable épaulant ses camarades et mettant à profit sa connaissance parfaite de la langue allemande pour démoraliser ses geôliers. Ecoutant la radio alliée, propageant les nouvelles et mots d'ordre. Constituant des dossiers qui devaient faciliter la tâche de la justice après la victoire. Il fut trahi et abattu. Sa mort fut héroïque. A bien mérité de la Patrie. »

## Reconnaissance
- Nommé capitaine à titre posthume.
- Son nom est inscrit sur la plaque à la mémoire des victimes de l'université de Strasbourg située à l'entrée du palais universitaire.

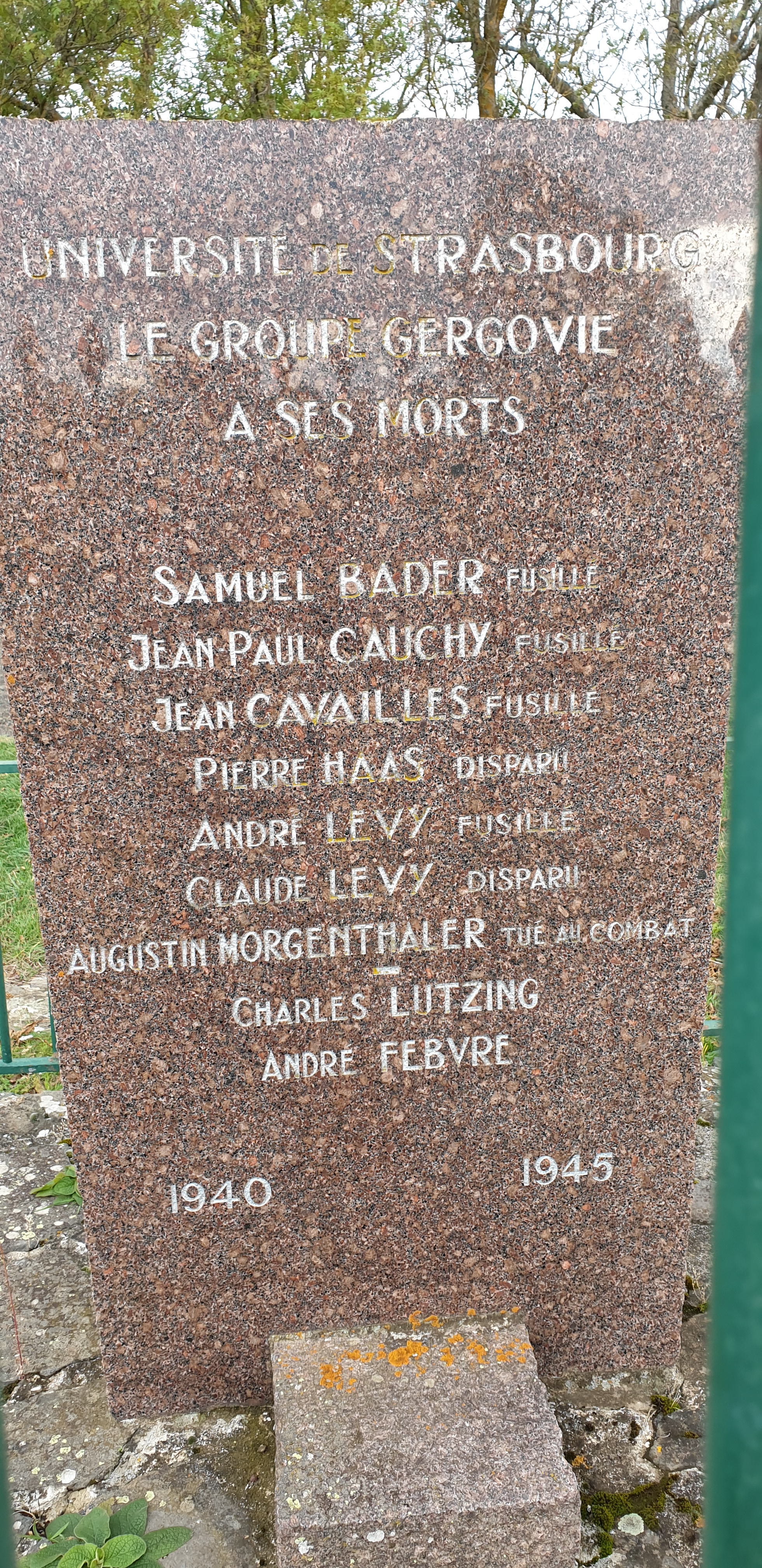
Stèle sur le plateau de Gergovie, rendant hommage aux Gergoviotes.

- Stèle sur le plateau de Gergovie, rendant hommage aux Gergoviotes.Son nom est aussi inscrit sur la stèle commémorative, apposée sur le plateau de Gergovie, en 1951, grâce à l'université de Strasbourg.